# Velódromo Olímpico (Carson)
El Velódromo Olímpico (en inglés: Olympic Velodrome) Fue construido para los eventos de ciclismo en pista en los Juegos Olímpicos de Verano de 1984 en el campus de la Universidad Estatal de California, Dominguez Hills en Carson, California al oeste de los Estados Unidos. Levantado entre 1981 y 1982, el velódromo fue patrocinado por la cadena de tiendas estadounidense 7-Eleven. La pista de 333,3 metros de largo fue demolida en 2003 y sustituido por el ADT Event Center (anteriormente Home Depot Center) en 2004.